# Euchromia superposita
Euchromia superposita är en fjärilsart som beskrevs av Rothschild. Euchromia superposita ingår i släktet Euchromia och familjen björnspinnare. Inga underarter finns listade i Catalogue of Life.